# Zoológico Beardsley de Connecticut
El Zoológico Beardsley de Connecticut en inglés: Connecticut's Beardsley Zoo, es un zoológico, invernadero y jardín botánico en Bridgeport, Connecticut.
Es miembro de la asociación de acuarios y zoológicos AZA.
El invernadero que hay en el zoo es uno de los mayores existentes en el Estado de Connecticut.

## Localización
Connecticut's Beardsley Zoo 1875 Noble Avenue, Bridgeport, Fairfield county, Connecticut CT 06610 United States of America-Estados Unidos de América.

## Historia
En 1878, James W. Beardsley, un rico hacendado, donó más de 100 acres (40 Hectáreas) de colinas, tierras rurales limítrofes al río Pequonnock con una vista distante de Long Island Sound para la ciudad de Bridgeport, a condición de que "la ciudad debe aceptar y mantener el mismo por siempre como un parque público ...." En 1881, la ciudad contrató a Frederick Law Olmsted, famoso por crear el Central Park de Nueva York, para crear un diseño del parque de Beardsley.
Olmsted describió la tierra existente como "pastoral, selvática e idílica" y, en 1884, presentó su plan para un sencillo parque rural para el disfrute de los residentes: "[El terreno donado por Beardsley] es completamente rural, justo el campo al que una familia de buen gusto y la naturaleza sana recurrirían, para el encuentro de un alivio completo de las vivencias relacionadas con el desgaste de la vida en cualquier ciudad ordinaria .... es el mejor merendero que cualquier otro poseído por la ciudad de Nueva York, después de haber pasado veinte millones en parques .... el objeto de cualquier gasto público cuando debería ser desarrollar y llevar a cabo estas ventajas locales distintivas, y ponerlas a disposición de un amplio uso en el futuro por un gran número de personas".
Frederick Law Olmsted fue el arquitecto principal del sitio. El arquitecto Joseph W. Northrup diseñó "Island Bridge", un puente hacia una isla en el parque. En 1909, la ciudad erigió una estatua creada por Charles Henry Niehaus en honor de Beardsley en la entrada de la "Noble Avenue" del parque. En 1999 "Beardsley Park" fue incluido en el listado del National Register of Historic Places.: 6 

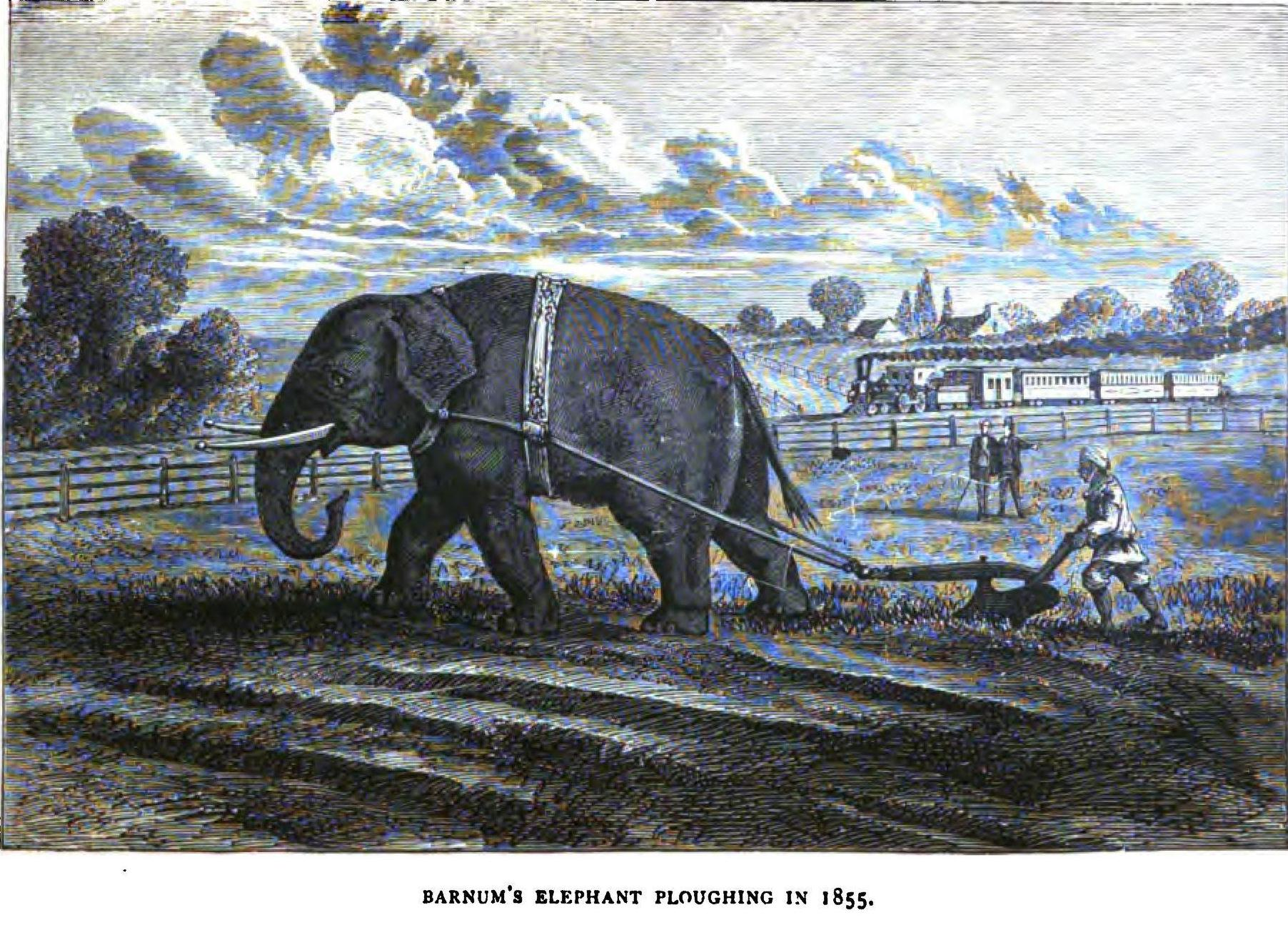
Arado de elefantes de Barnum, con los consiguientes espectadores de 1855.

### El zoo
La ciudad de Bridgeport fue también el hogar de Phineas T. Barnum y su famoso circo mundial. En el momento de la creación del parque, Barnum pasea a sus animales por las calles de Bridgeport, y la gente reunida en el parque de Beardsley va a ver las cebras y camellos caminando por este.
En 1920, el comisionado de Parques de Bridgeport Wesley Hayes inició una campaña para crear un zoológico en el parque de la ciudad. Pidió que los ciudadanos de Bridgeport contribuyeran con animales para iniciar el zoo. En el primer año se registraron de donaciones a dieciocho pájaros exóticos. A partir de 1927, el zoológico había adquirido una gran variedad de animales exóticos, incluyendo un camello donado por el Barnum & Bailey Circus.
En 1997, la Connecticut Zoological Society, un grupo de apoyo para el zoológico sin fines de lucro, compró el zoológico de la ciudad. La sociedad continúa administrando el zoológico como una institución privada, sin fines de lucro con la asistencia del estado de Connecticut y la ciudad de Bridgeport.
En 2007, el zoo de Beardsley fue el primer zoológico en el noreste de exhibir la taguá. En octubre de 2011, se convirtió en el primer zoológico en el noreste de tener un bebé de taguá.
En enero de 2010, el más longevo Cóndor de los Andes en el mundo, Thaao, murió aquí.
El 22 de enero de 2011, en cooperación con el C.R.E.W. del Zoo de Cincinnati una cría de Ocelote brasileña amenazada nació de la inseminación artificial por el oviducto, y era la primera vez que este tipo de inseminación artificial se realizó con éxito en un felino salvaje exótico.
En 2012, el «Connecticut's Beardsley» celebró su 90.º aniversario. El zoológico celebró su cumpleaños con promociones para los visitantes, una exhibición temporal durante el verano de la tortuga gigante de las Galápagos, y más.

## Características

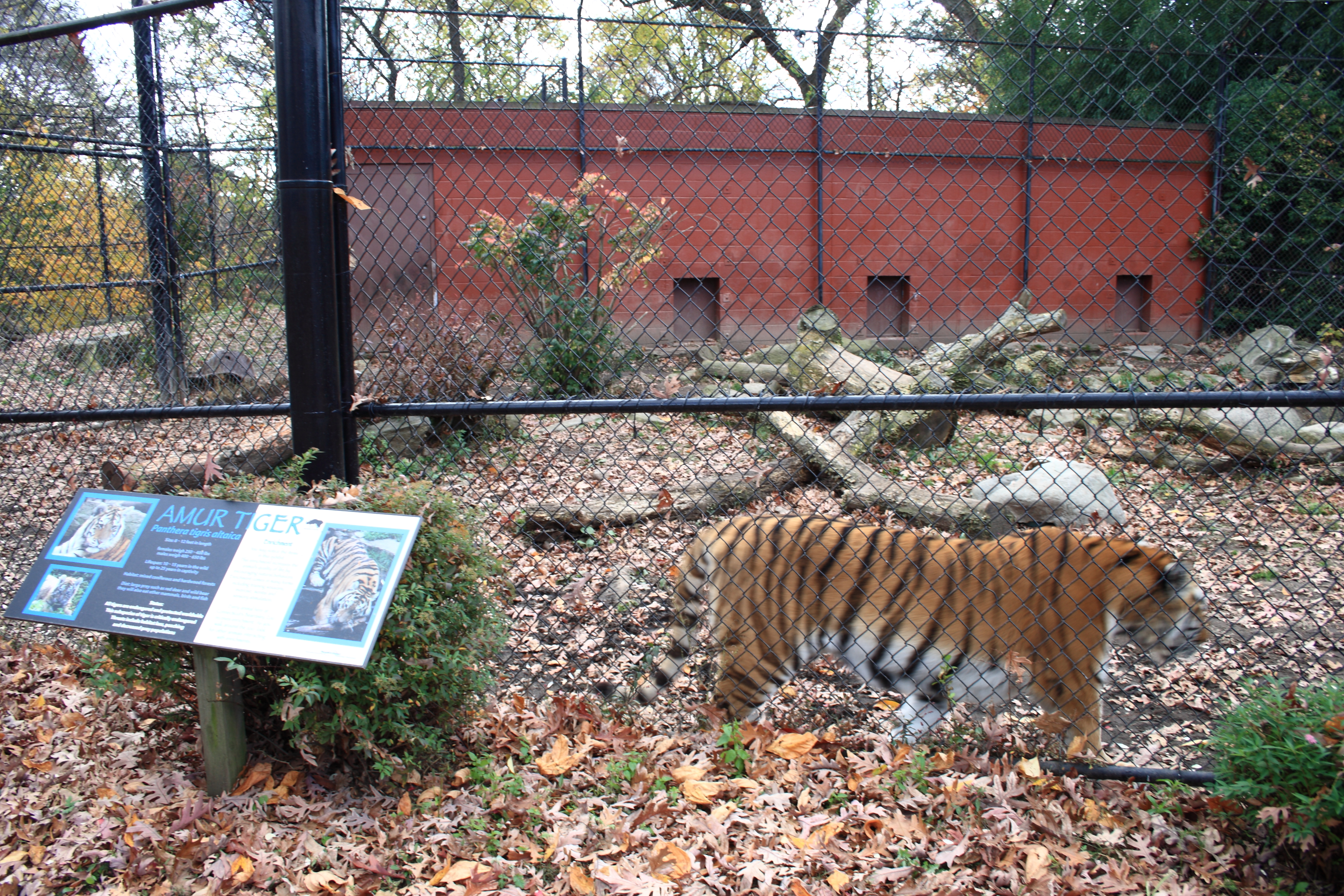
Un Tigre de Amur en el zoo de Beardsley.

El zoo de Beardsley se divide en cinco secciones:
1. Selva de América del Sur - incluye la Boa constrictor, ranas venenosas punta de flecha, ibis escarlata, yacaré, ocelote, monos sakis, monos aulladores, titís pigmeos, tamarino león dorado, agutís, y más.
2. Predadores - contiene tigre de Amur, y lince de Canadá. El área antiguamente albergaba un Oso Andino, pero fue enviado al Good Zoo en mayo de 2012, pero habrá un nuevo leopardo de Amur teniendo la exposición vacía en 2013, después de una renovación.[16]
3. Alameda de los Aligátor - alberga una amplia variedad de patos, aligátor del Mississippi, zorro grís, nutrias de río de Norteamérica, grulla canadiense, y águila calva.
4. Ungulados - característicos cóndor de los Andes, lobo rojo, aguará guazú, pecarís, taguá, perro de las praderas, bisonte, atílope americano, llama, urubú de cabeza roja, y cárabo norteamericano.
5. Granja de Nueva Inglaterra - contiene una colección de animales domésticos y silvestres que se pueden encontrar en la zona rural de Connecticut, como cerdo de Guinea, ganado Dexter, búho nival, ovejas, cabra de la isla de San Clemente, cabra nubia, pavo Narragansett, aves de corral, y más, junto con los ñandús.

Una nueva exhibición se abrirá en 2013 llamada llanuras de La Pampa. Es la primera de las cuatro fases de la exhibición La Aventura de América del Sur. Se tendrán hormigueros gigantes, aguará guazú, pecarís y ñandús.
El zoológico también tiene un carrusel y uno de los más grandes invernaderos en Connecticut. En la entrada al zoológico, un par de edificios de ladrillo que habían servido como cocheras de los Tranvías de la ciudad de Bridgeport ahora tienen oficinas administrativas. El zoológico Beardsley de Connecticut está abierto todos los días de 9:00 a. m. a 4:00 p. m.

## Compromiso de la Comunidad
El zoológico cuenta con un programa juvenil diseñado para involucrar a los jóvenes en la promoción de la conservación.